# Glyphotaenium crispatum
Glyphotaenium crispatum là một loài dương xỉ trong họ Polypodiaceae. Loài này được L. J. Sm. mô tả khoa học đầu tiên năm 1875.